# Bangladesh ved OL
Bangladesh deltog første gang i  olympiske lege under sommer-OL 1984 i Los Angeles og har siden deltaget i samtlige sommerlege. Nationen har aldrig deltaget i vinterlegene. Bangladesh er den mest folkerige nation, som ikke har vundet nogen olympisk medalje.

## Medaljeoversigt
| Bangladesh' medaljer under de olympiske sommerlege | Bangladesh' medaljer under de olympiske sommerlege | Bangladesh' medaljer under de olympiske sommerlege | Bangladesh' medaljer under de olympiske sommerlege | Bangladesh' medaljer under de olympiske sommerlege | Bangladesh' medaljer under de olympiske sommerlege |
| -------------------------------------------------- | -------------------------------------------------- | -------------------------------------------------- | -------------------------------------------------- | -------------------------------------------------- | -------------------------------------------------- |
| Lege                                               | Guld                                               | Sølv                                               | Bronze                                             | Totalt                                             | Rang                                               |
| 1984 Los Angeles                                   | 0                                                  | 0                                                  | 0                                                  | 0                                                  | –                                                  |
| 1988 Seoul                                         | 0                                                  | 0                                                  | 0                                                  | 0                                                  | –                                                  |
| 1992 Barcelona                                     | 0                                                  | 0                                                  | 0                                                  | 0                                                  | –                                                  |
| 1996 Atlanta                                       | 0                                                  | 0                                                  | 0                                                  | 0                                                  | –                                                  |
| 2000 Sydney                                        | 0                                                  | 0                                                  | 0                                                  | 0                                                  | –                                                  |
| 2004 Athen                                         | 0                                                  | 0                                                  | 0                                                  | 0                                                  | –                                                  |
| 2008 Beijing                                       | 0                                                  | 0                                                  | 0                                                  | 0                                                  | –                                                  |
| 2012 London                                        | 0                                                  | 0                                                  | 0                                                  | 0                                                  | –                                                  |
| 2016 Rio de Janeiro                                | 0                                                  | 0                                                  | 0                                                  | 0                                                  | –                                                  |
| 2020 Tokyo                                         |                                                    |                                                    |                                                    |                                                    | –                                                  |
| Totalt                                             | 0                                                  | 0                                                  | 0                                                  | 0                                                  |                                                    |